# Grigore Ier Ghica
Pour les articles homonymes, voir Ghica.
Grigore Ier Ghica ou Ghika II, né en 1628 et décédé en 1674, est prince de Valachie de 1660 à 1664, puis de nouveau de 1672 à 1674.

## Biographie
Fils de Gheorghe Ier Ghica, associé au pouvoir, il lui succède le 1er septembre 1660. Il doit ensuite lutter contre la famille des Cantacuzino et fait assassiner le Postelic Constantin Cantacuzino en 1663. La même année il reçoit l'ordre de mener une incursion en Hongrie avec les troupes du Khan de Crimée  et celles de l'Hospodar de Moldavie, Eustatie Dabija.
De retour à Bucarest il reçoit l'ordre de rejoindre l'armée Ottomane qui est passée directement à l'offensive. Il est défait le 31 juillet 1664 à Leva en Transylvanie. Prétextant l'indiscipline de ses troupes il refuse de continuer la lutte. La victoire autrichienne de Saint-Gothard amène la signature d'une trêve de 20 ans entre l'Autriche et l'Empire ottoman.  
Craignant la vengeance du Grand Vizir, Grigore Ghica qui est déchu le 20 décembre au profit de Radu XII Leon, abandonne sa principauté et se réfugie d'abord en Transylvanie puis en Pologne, en Allemagne et enfin à Venise. 
Grigore Ier Ghica revient enfin à Andrinople et par l'entremise du Grand Drogman Panagiótis Nikoússios
il rentre en grâce auprès du Sultan et du Grand Vizir. Il redevient prince de Valachie le 20 mars 1672 après l'éviction d'Antonie Ier din Popești, candidat des Cantacuzino. Il incite alors le gouvernement de la Sublime Porte à entrer en guerre contre la Pologne et obtient par ses intrigues la destitution de Gheorghe II Duca l'Hospodar de Moldavie. 
Lors de l'entrée en campagne de l'armée Ottomane il ne fournit qu'un faible contingent et passe aussitôt dans le camp Polonais. Après la Bataille de Khotin il essaie de se réconcilier avec la Sublime Porte mais il est de nouveau déchu en 1674, il meurt à la fin de cette même année.

## Postérité
L'un de ses fils, le « Mare Ban » (i.e Gouverneur  en Valachie), Matei Ghica, né en 1664 mort exilé à Chypre en 1708 et marié à Ruxandra Mavrocordato, sera la souche de la dynastie des Ghica qui règnera par intermittence sur les principautés de Valachie et de Moldavie jusqu'au XIXe siècle.